# Expedición de la Valdivia

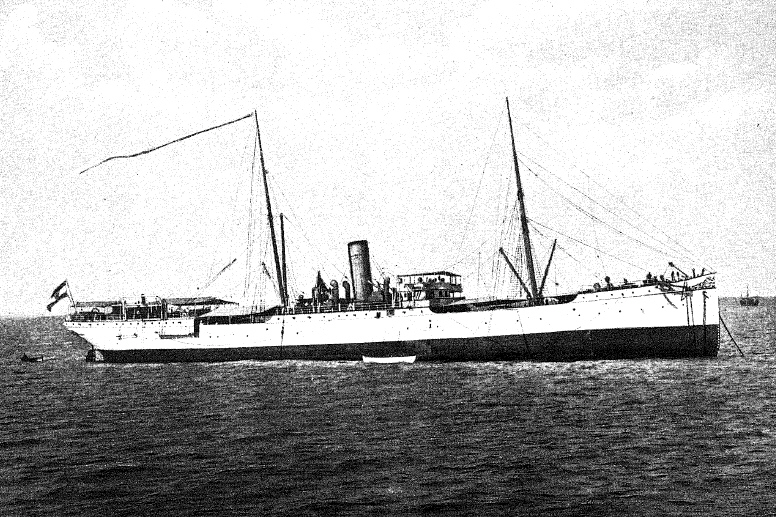
La Valdivia 1898

La Expedición de la Valdivia (en alemán: Deutschen Tiefsee-Expedition, lit., 'expedición aguas profundas alemana') fue la primera expedición alemana a gran escala para la investigación de las aguas profundas. Su iniciador y director científico fue el zoólogo Carl Chun. El buque de investigación Valdivia, un vapor de la Hamburg-Amerikanischen Packetfahrt-Actien-Gesellschaft (HAPAG) acondicionado para la expedición, se hizo a la mar el 31 de julio de 1898 y regresó de su viaje el 1 de mayo de 1899, que lo había llevado, tras recorrer más de 32 000 millas a través del Atlántico y el Índico, de vuelta a Hamburgo. Además de considerables sondeos de profundidad bajo la dirección del oceanógrafo Gerhard Schott, el objetivo principal de la empresa era la recolección de muestras biológicas. La recolección fue tan grande que la publicación del reporte científico en 24 volúmenes fue terminada en 1940.

## Los precursores

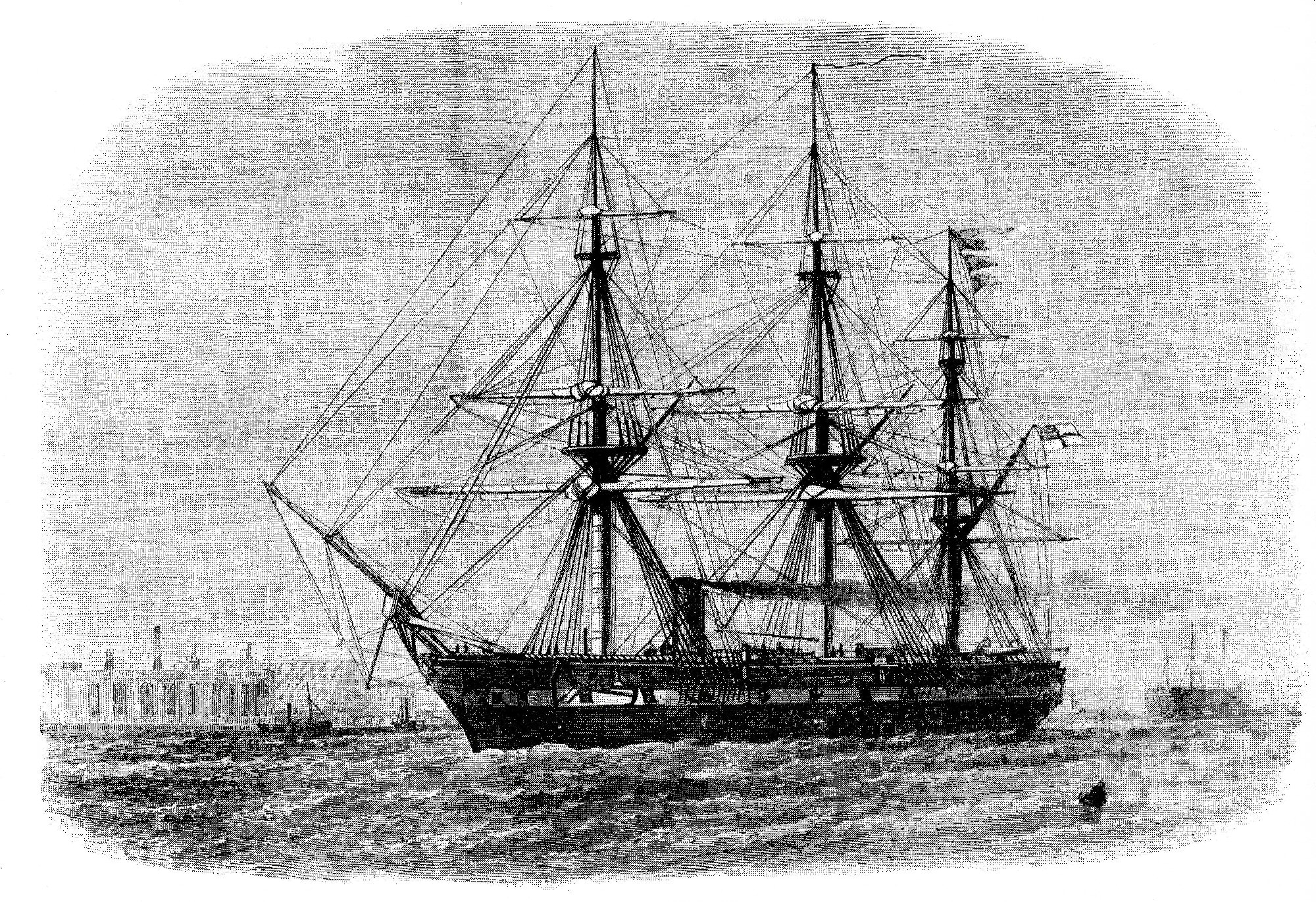
HMS Challenger

Todavía a mediados del siglo XIX se creía que por debajo de una profundidad de unos 550 m la vida no era posible (teoría del abismo de Edward Forbes). En 1850 el zoólogo Michael Sars probó, sin embargo, que en los fiordos noruegos y frente a las islas Lofoten, también por debajo de esa marca, existía una rica fauna. Debido a esas observaciones, Wyville Thomson, a finales de la década de 1860, realizó arrastres con la rastra en las aguas que rodean el Reino Unido y en el Mediterráneo. Entre los años 1872 y 1876, se llevó a cabo, bajo la dirección de Thomson, la primera expedición oceanográfica en la corbeta HMS Challenger, la que recorrió 68 890 millas náuticas y con ello circunvaló la tierra. Los resultados de la Expedición del Challenger fueron tan grandes que su publicación en cincuenta volúmenes duró hasta 1896 y ocupó a numerosos científicos internacionales. Miles de especies de organismos marinos hasta entonces desconocidos fueron descritas. Bajo la impresión de la expedición del Challenger varios estados, y también particulares, comenzaron en los años siguientes a organizar sus propias empresas para el estudio de las aguas profundas. Hay que nombrar las expediciones del estadounidense Alexander Agassiz con el barco Blake en el golfo de México, el mar Caribe y a lo largo de la costa atlántica de los Estados Unidos de América (1877-1880), así como con el vapor Albatros a lo largo de la costa oeste de América Central hasta las islas Galápagos (1891). Ya a finales de la década de 1870 los noruegos Henrik Mohn y Georg Ossian Sars, con la Vøringen, estudiaron las condiciones oceanográficas del Atlántico Norte. En la década de 1880, hubo cuatro expediciones francesas bajo Alphonse Milne-Edwards en el Atlántico y en el Mediterráneo. El Mediterráneo fue también el objetivo de las expediciones del príncipe de Mónaco y de las austro-húngaras expediciones del Pola, las dos últimas también en el mar Rojo.

## La preparación

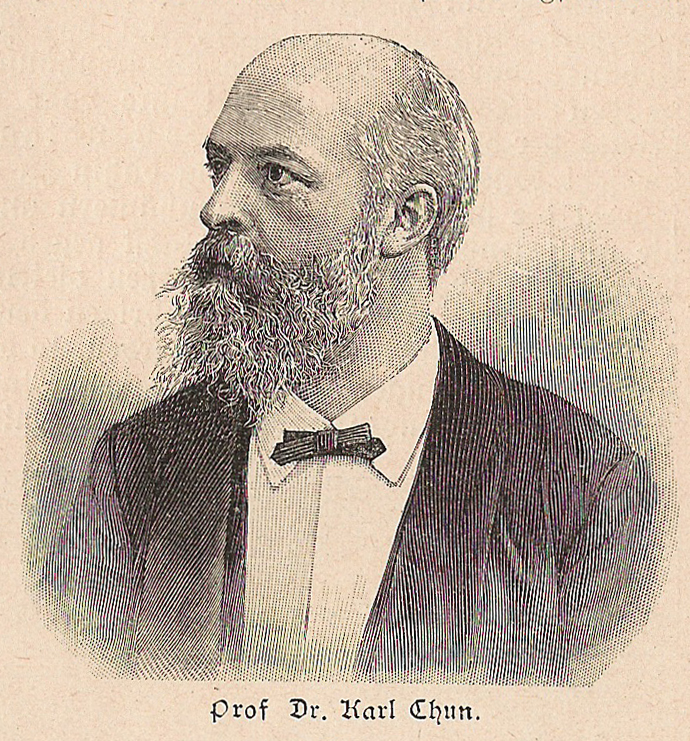
Carl Chun

Alemania no había emprendido en la década de 1890 ninguna expedición propia de las aguas profundas. En la exploración de la SMS Gacela de 1874 a 1876, aunque se realizaron extensos sondeos para medir el perfil del fondo marino, la Gacela no había sido diseñada para tomar muestras de la fauna de las aguas profundas. En la Expedición Plancton de 1889 fueron tomados solo seis sondeos de profundidad. La recolección de organismos se centró en el plancton de la capa superior de agua hasta una profundidad de 200 m.
Carl Chun, que tenía planes para una expedición de aguas profundas, en septiembre de 1897 presentó su proyecto, alentado por el influyente subsecretario prusiano Friedrich Althoff, a la asamblea de la Sociedad Alemana de Naturalistas y Médicos. Chun quería centrarse en sus investigaciones zoológicas y oceanográficas, especialmente en el océano Índico, el que había sido explorado por la expedición del Challenger solo en su borde meridional. A propuesta de una comisión nombrada por el comité científico de la sociedad, compuesta por el explorador polar Georg von Neumayer, el médico Rudolf Virchow y el anatomista Heinrich Wilhelm Waldeyer, la asamblea abogó por una petición inmediata al emperador Guillermo II. Esta petición fue aceptada con buena voluntad y, el 31 de enero de 1898, el Reichstag aprobó la solicitud de recursos de 300 000 marcos para la expedición planeada.

## Los participantes

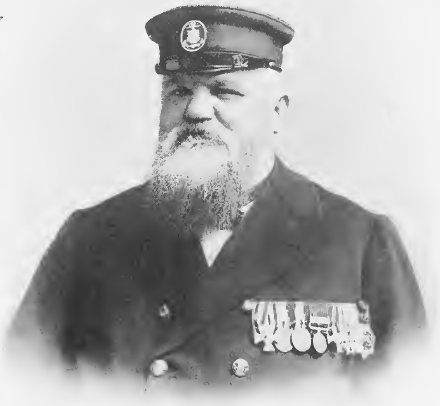
El capitán Adalbert Krech

El equipo científico oficial se componía del zoólogo y líder de la expedición Carl Chun (Leipzig), el botánico Wilhelm Schimper (Basilea), el oceanógrafo Gerhard Schott (Hamburgo), el químico Paul Schmidt (Leipzig), el zoólogo Carl Apstein (Kiel), Fritz Braem (Breslabia) y Ernst Vanhöffen (Kiel), así como el oficial de navegación de la HAPAG Walter Sachse (Hamburgo).
Además, se unieron a la expedición el médico y bacteriólogo Martin Bachmann (Breslabia), los zoólogos August Brauer (Marburgo) y Otto zur Strassen (Leipzig), así como el dibujante científico y fotógrafo Friedrich Wilhelm Winter (Fráncfort del Meno). Como curador estaba a bordo R. Schmitt (Leipzig). Después de la muerte de Bachmanns, se unió a la expedición, el 16 de febrero de 1899, el médico G. Hay. La tripulación de la Valdivia, comprendía, incluyendo al capitán Adalbert Krech, 43 personas.

## El equipamiento técnico

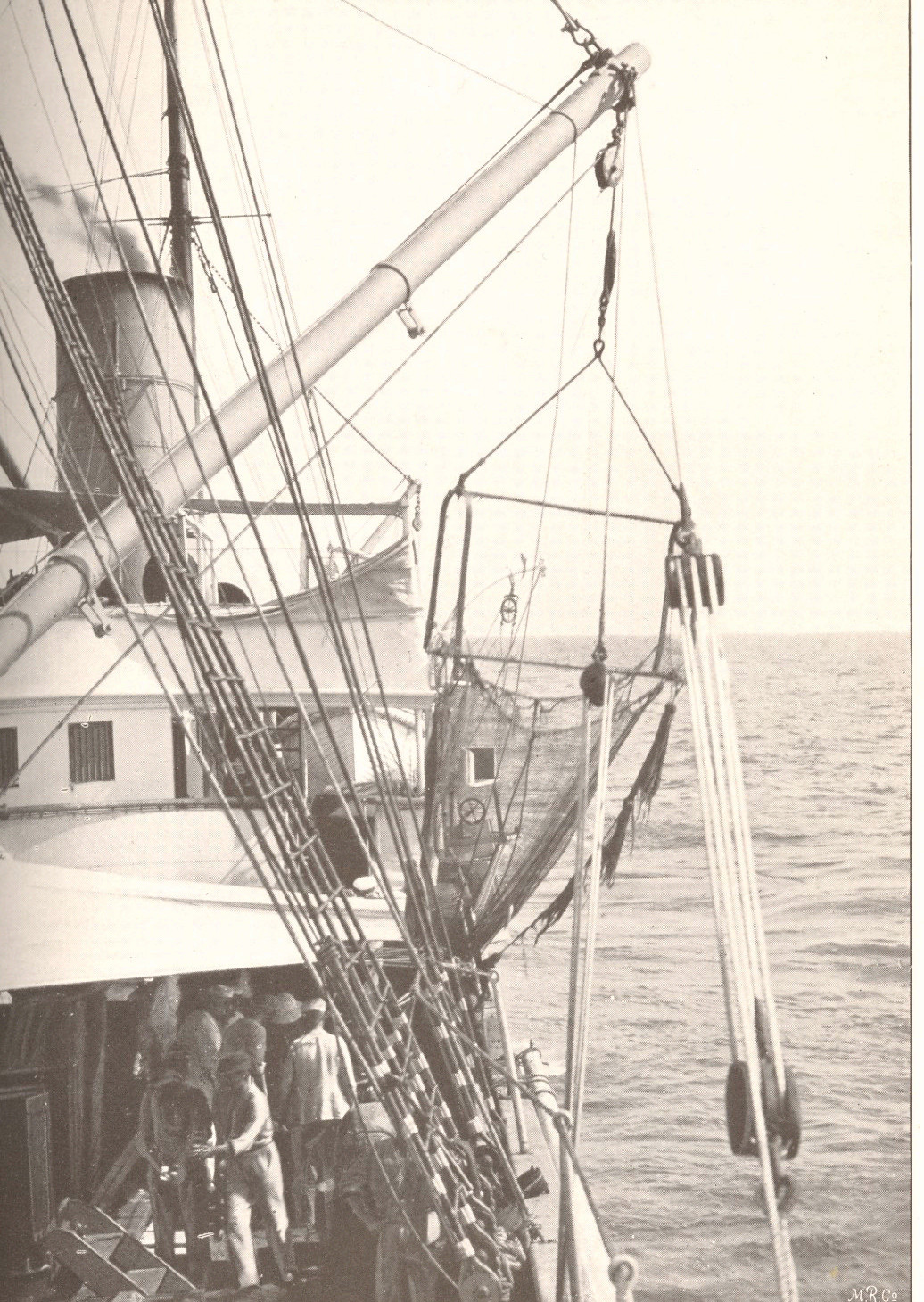
Barco de pesca armado con sus aparejos.

### El barco
La administración de la marina imperial se decidió después de largas negociaciones preliminares y de una exhaustiva evaluación por fletar el vapor Valdivia de la Hamburg-Amerika-Linie para la expedición. Primero, sin embargo, tuvieron que efectuar algunos cambios. En la cubierta posterior, se convirtió la gran caseta de cubierta de quince metros cuadrados en una sala para los microscopios. En el entrepuente de popa se instalaron un laboratorio químico y uno bacteriológico, así como una cámara oscura fotográfica. En el entrepuente de proa hubo una sala de conservación, en la que, por una parte, fueron guardadas las herramientas, cable de reserva y las redes, pero cada vez más se llenó con los frascos que contenían los organismos conservados. Para mejorar las condiciones de iluminación en los laboratorios fueron cortadas ventanas adicionales y mejorada la iluminación eléctrica. Además, fueron colocados algunos refrigeradores. Cada científico tuvo a su disposición un camarote propio como habitación. En la cubierta se dispuso un gran cabrestante de vapor y en el trinquete una pesada grúa Derrick con una capacidad de carga de diez toneladas, ambos, para poder subir a bordo las pesadas rastras (redes de arrastre de fondo) del suelo de las aguas profundas.

### El equipo científico

#### El equipo biológico
La parte más importante de los equipos biológicos eran de las diferentes redes, en particular, las redes de arrastre de fondo (también llamadas rastras o Trawl), de las cuales estaban a bordo varias en diferentes estilos y tamaños. Para la captura de animales en el suelo de las aguas profundas también fueron utilizadas nasas de aguas profundas equipadas con señuelos. Además, se llevaban redes de plancton de fina gasa de seda, que hasta una cierta profundidad se bajaban y, a continuación, con el barco detenido, se izaban para filtrar incluso los más pequeños organismos planctónicos del agua. Como otra variante de red, llevaban redes de cierre para las aplicaciones con las que podían ser capturados de forma selectiva los organismos que hay a una profundidad deseada.
Para arrastrar las rastras fue instalado en la proa un tambor de cable, que contenía un cable de acero de 10 000 m de longitud, que fue empalmado de dos piezas de 6000 m y 4000 m de largo, de los cuales el más largo presentaba un diámetro de 10 mm, el más corto de 12 mm. Para las redes de plancton, hubo también en la proa, un segundo tambor más pequeño, el que incluía un cable de acero más débil de 7000 m de longitud. 
Para enfriar las capturas había a bordo una máquina de hielo, la que produjo 5 kg de hielo al día. La expedición fue provista con un gran número de envases de vidrio y con 8000 litros 96% v/v de alcohol y 500 litros de formalina para la conservación.

#### El equipo oceanográfico
Los principales aparatos a bordo eran dos máquinas sondeadoras de aguas profundas, una manufacturada por el francés Jules Le Blanc (1832-1910), y la otra por el sistema americano de Charles Dwight Sigsbee. La segunda fue equipada con alambre de acero de piano de 0,9 mm de diámetro, y fue preferida por la expedición, ya que mostraba más precisamente el fondo. 
Ya que en la medición de temperatura fue puesta mucha importancia, la expedición fue equipada con algunos termómetros de aguas profundas de diferentes tipos. Entre ellos se encontraba un termómetro eléctrico desarrollado por Siemens para profundidades de hasta 750 m. La exploración física de las aguas marinas, que fue extraída con muestreadores de agua especiales de diferentes profundidades, fue realizada con densímetros y refractómetros. Para la evaluación de los colores del agua fue llevada a bordo una escala de colores estándar. 
Para las investigaciones meteorológicas había en la Valdivia varios barómetros, termómetros e higrómetros, algunos de ellos que registraban, además un psicrómetro de aspiración de Aßmann y un termómetro de bulbo negro para la medición de la intensidad de la radiación solar.

## Transcurso de la expedición

### En el océano Atlántico

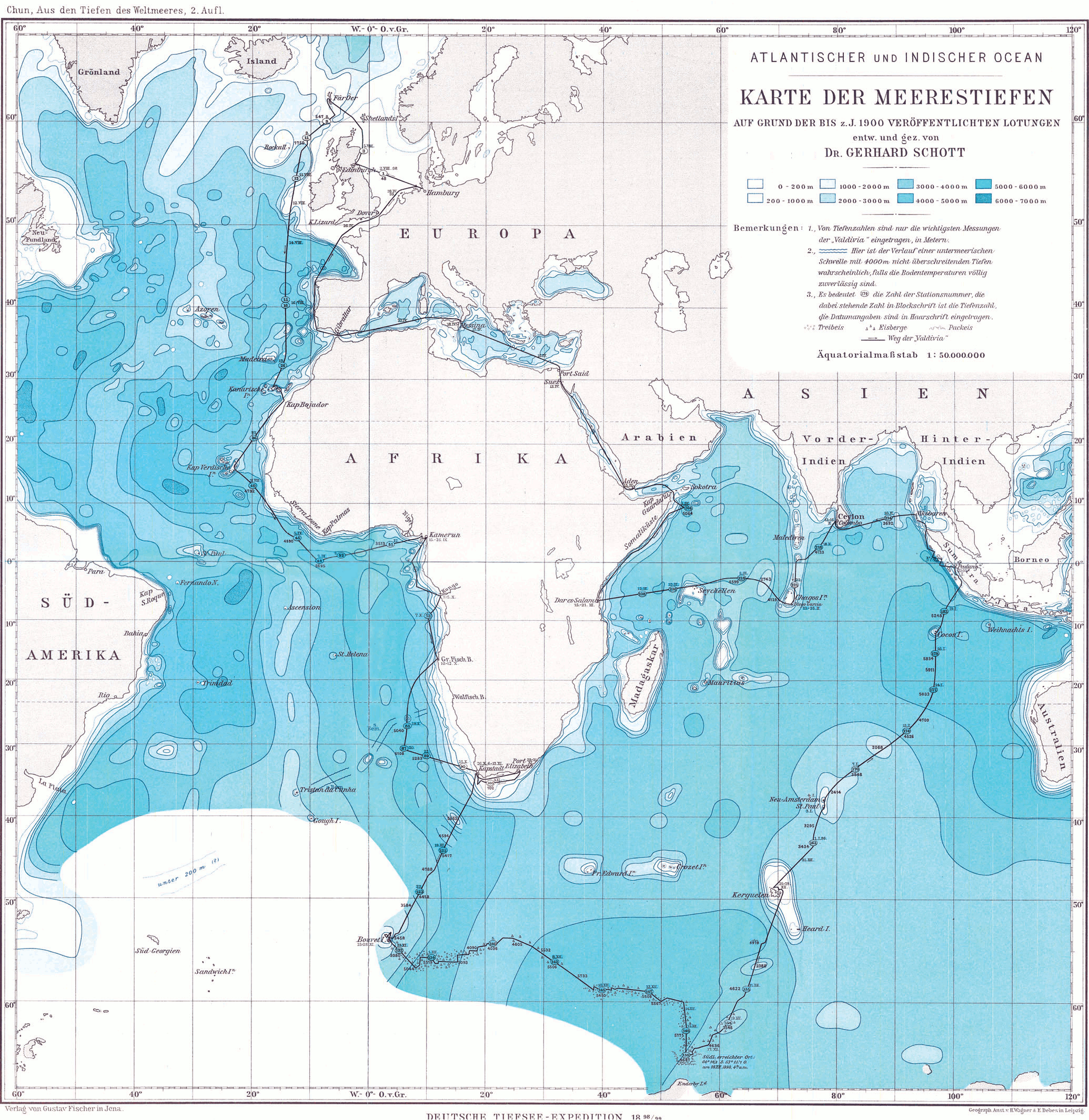
Itinerario de la Valdivia

El 31 de julio de 1898 fue solemnemente despedida la Valdivia en Hamburgo. Como invitado de honor se encontraba John Murray a bordo, el editor de los informes de investigación de la expedición del Challenger. En el mar del Norte fueron llevados a cabo los primeros arrastres con la rastra en el banco Dogger, sobre todo, para probar la tecnología y ganar experiencia con ella. El 3 de agosto arribó a Edimburgo, donde Murray desembarcó y la expedición recibió otros equipos. Un pequeño daño en el tambor (de la bobina) pudo ser rápidamente corregido. En la tarde del 4 de agosto, el barco zarpó en dirección a las islas Feroe. El 6 y 7 de agosto fueron hechos allí el primer sondaje y arrastre con la rastra de aguas profundas de la expedición de la Valdivia. Además, fue medida la temperatura del agua a diferentes profundidades del mar. Al norte de la isla Suðuroy, cerca de la latitud 62°, alcanzó la expedición, el 7 de agosto, su punto más septentrional y, a continuación, tomó rumbo a las islas Canarias. Después de una fuerte tormenta, del 9 hasta el 13 de agosto, solo pudieron ser recomenzados los trabajos científicos el día 15 de agosto. Al este de Madeira, el banco Seine fue visitado y, el 18 de agosto, fue medido. El 20 de agosto fue visitado Tenerife. Después de excursiones botánicas en Tenerife y en Gran Canaria, se puso rumbo a la costa africana. El 24 de agosto yacía el barco a 40 millas del cabo Bojador. Siguiendo la corriente Ecuatorial del Norte, la Valdivia llegó el 29 de agosto a las islas de Cabo Verde. Después de varios arrastres con la rastra cerca de la isla de Boa Vista, que sobre todo proporcionaron muchas esponjas vítreas, el camino continuó en dirección Sureste, y, a partir del 31 de agosto, cruzó la corriente de Guinea.
El 6 de septiembre fue el bautismo ecuatorial. En el golfo de Guinea, los expedicionarios llevaron a cabo un gran trabajo. Las redes de arrastre fueron arrastradas sobre el suelo a casi 5000 m de profundidad. El mayor sondaje de profundidad fue de 5695 m. El 15 de septiembre entró el barco en el puerto de Victoria, en Camerún, en ese entonces colonia alemana. Siguieron tres días de viaje a través de Buea al flanco del monte Camerún. El 19 de septiembre fue dejada Victoria, rodeado el Kap Nachtigall (cabo Nachtigal) y entrado al puerto de la capital Kamerunstadt. La dirección de la expedición visitó a Rudolf Manga Bell, el rey de los Duala, el que también fue recibido a bordo de la Valdivia. A continuación, realizaron once de los científicos un paseo en barco de vapor en el Wouri al interior del país hasta los rápidos de Jabassi, con lo que se infectaron nueve de ellos con malaria. El 25 de septiembre, el barco prosiguió el viaje, siguió la costa occidental de África y entró, el 1 de octubre, en el puerto de Banana en la desembocadura del Congo. A invitación de la administración colonial belga, el río fue navegado con una barcaza hasta la antigua capital de Boma y fue explorada la sabana circundante. El 5 de octubre levó el ancla la Valdivia y se dirigió a la rica en plancton y peces Bahía de los Tigres (Baía dos Tigres) en la costa de Angola. Del 10 hasta el 12 de octubre, aquí fueron estudiadas las poblaciones de peces, pero también la riqueza de la avifauna.

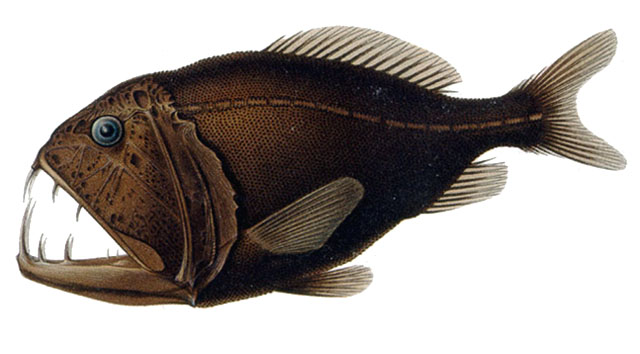
Anoplogaster (Anoplogaster cornuta)

La Valdivia se condujo ahora lejos de la tierra en el Atlántico Sur. Atormentado por los ataques de malaria y agitado el mar por fuertes vientos alisios del Sureste, los trabajos solo se reanudan el 15 de octubre. Los sondeos del 17 de octubre mostraron sorprendentemente una profundidad de menos de 1000 m, donde se había esperado en realidad alrededor de los 5000 m. Como se vio más tarde, la expedición había descubierto la cadena Walvis, la que conecta la dorsal mesoatlántica con el sur de África, a la altura de la Walfischbucht (Walvis Bay). La existencia de tal barrera fue también derivada por el oceanógrafo austriaco Alexander Supan de los perfiles de temperatura medidos en las cuencas de Angola y del Cabo, que a 4000 m de profundidad muestran una diferencia promedio de casi 2 grados. El lugar más superficial de la cadena Walvis ahora se llama banco Valdivia. El arrastre con la rastra en el banco trajo una rica captura. Decenas de peces de aguas profundas (Macrurocyttidae), más de un centenar de grandes cangrejos rojos de aguas profundas (Geryon maritae), así como cangrejos ermitaños, corales, pepinos de mar y percebes , entraron en la red. El 26 de octubre se alcanzó la Ciudad del Cabo, donde Schimper hizo una excursión botánica al interior, mientras que la Valdivia inmediatamente zarpó a explorar la plataforma continental al sur del cabo de las Agujas. Del 29 al 31 de octubre, el barco estuvo en Port Elizabeth, para después regresar a Ciudad del Cabo. En el banco de las Agujas fueron hechos 29 arrastres con la rastra, trajeron además de las especies típicas de los océanos Atlántico e Índico, también aquellas que están en la superficie, que los zoólogos en torno a Carl Chun habrían esperado más bien en aguas antárticas.
Del 6 hasta el 13 de noviembre, la Valdivia fondeó en Ciudad del Cabo. Luego, continuó el viaje en dirección Sursuroeste, a zonas que aún no habían sido ni exploradas oceanográficamente ni sondeadas, porque tanto el Challenger como la Gacela habían salido de Ciudad del Cabo hacia el sudeste en dirección a las islas Kerguelen. Se esperaba redescubrir la isla Bouvet, la que en 1739 había sido descubierta por Jean-Baptiste Charles Bouvet de Lozier, pero que había sido avistada por última vez en 1825. En la década de 1840, James Clark Ross y Thomas Moore (1819-1872) habían buscado la isla en vano. En su cercanía, Carl Chun quería investigar la fauna terrestre antártica. El 24 de noviembre, el sondaje señaló que de nuevo se había alcanzado una dorsal. La zona marítima fue recorrida sistemáticamente y el 25 de noviembre se avistó, en efecto, la isla. Su posición fue determinada con precisión y se hizo una primera cartografía. Cerca de la isla fueron realizados cinco arrastres con la rastra. El punto más septentrional de la isla Bouvet se bautizó como cabo Valdivia. La meseta glaciar en el centro de la isla se nombró por el emperador Guillermo II.

### Océano Índico
El 28 de noviembre de 1898, la Valdivia dejó las aguas alrededor de la isla Bouvet y navegó hasta el 16 de diciembre, siempre al borde del hielo, a lo largo de 50 grados de longitud hacia el Este. Durante el viaje fue fotografiado y medido un gran número de icebergs. Favorecidos por el buen tiempo cada día se realizaron sondeos de profundidad. Hasta el comienzo de la Expedición, había en todo el mundo solo 15 sondeos al sur de la latitud 50°, que la Valdivia aumento hasta 29. A partir de consideraciones teóricas, se había atribuido al mar antártico hasta entonces solo una pequeña profundidad. Gran parte de los sondeos de la Valdivia dieron, sin embargo, una profundidad de entre 5000 y 6000 m. El 13 de diciembre surgió, por el retroceso del borde del hielo, la posibilidad de avanzar más hacia el Sur en dirección a la tierra firme antártica. A pesar de que la Valdivia no era adecuada para el hielo, el capitán logró navegar hasta el 16 de diciembre hacia el Sur y alcanzar los 64°S de latitud. Cuando el punto más meridional de la ruta fue alcanzado, la Tierra de Enderby estaba a solo 100 millas náuticas de distancia. El 17 de diciembre, fue realizado un arrastre con la rastra a una profundidad de 4636 m, lo que, como consecuencia de la duración de varias horas y el constante peligro de ser encerrados por el hielo, representaba un alto nivel de riesgo. También aquí, la recolección de animales fue enorme. A través de las piedras traídas hacia arriba por la red de arrastre, pudo ser aclarado que la Tierra de Enderby no es, como se pensaba anteriormente, de origen volcánico.
Por el tiempo tempestuoso, que impedía cualquier trabajo científico, se dirigió la Valdivia ahora hacia el noreste y alcanzó en la Navidad las islas Kerguelen, donde, en la bien protegida bahía de la Gacela, ancló durante tres días para efectuar una necesaria limpieza de su caldera. Ese tiempo fue utilizado para estudiar la singular fauna y flora del archipiélago. El 28 de diciembre, el viaje continuó. En ese momento el tiempo se había calmado, se podía volver a recoger muestras de las especies marinas. Después de una parada en el Puerto de Navidad, donde se abatieron leopardos marinos y pingüinos que fueron tomados como muestras a bordo, la Valdivia abandonó las Kerguelen el 29 de diciembre.
El cambio de año comenzó con una fuerte tormenta del Oeste entre las Kerguelen y la isla de San Pablo, un pequeño islote volcánico que había sido investigado minuciosa y científicamente por la expedición del Novara en 1857. La expedición de la Valdivia llegó el 3 de enero de 1899 a la isla. En un arrastre con la rastra a casi 700 m de profundidad a través del rocoso fondo del mar quedó fuertemente dañada la red de arrastre. La captura fue, sin embargo, de importancia científica ya que los corales probaron ser útiles para la explicación de la interrelación de la fauna marina de aguas profundas de los océanos Atlántico e Índico. Ya en el siguiente día se alcanzó la isla Ámsterdam. La red de arrastre extrajo en las cercanías de la isla y, en el siguiente día, también sobre 100 millas marinas de distancia bombas volcánicas basálticas y solo algunos animales a la luz.
Solamente interrumpida por regulares sondeos y arrastres con la rastra, la Valdivia continuó su camino hacia el noreste. En la mañana del 14 de enero, el médico de la expedición y bacteriólogo Martin Bachmann fue encontrado muerto en su cabina. Al día siguiente, fue enterrado en el mar. El 17 de enero pasó la expedición las Islas Cocos sin bajar a tierra. Al día siguiente, fue logrado un arrastre con la rastra en más de 5000 m de profundidad. El termómetro de aguas profundas no fue capaz de soportar la presión de más de 500 atm y se rompió, pero incluso en esta profundidad fueron encontrados varios animales. Con la red vertical fue hecha también una gran captura de una profundidad de hasta 2500 m, incluyendo peces de aguas profundas. El 21 de enero, apareció Sumatra a la vista. El 22 de enero, la Valdivia ingresó en el puerto Emma de Padang. Después de la visita del altiplano, continuó la expedición, el 30 de enero, su camino hacia Siberut, la más grande de las islas Mentawai que están frente a Sumatra. El objetivo era examinar más precisamente la poco explorada cuenca de Mentawai de un punto de vista zoológico y oceanográfico. Los sondeos mostraron profundidades de hasta 1760 m. El perfil de temperaturas medido señaló la particularidad de que la temperatura descendía constantemente hasta una profundidad de 900 m y luego permanecía constante hasta el fondo a 5.9 °C. De ello, se concluyó que un intercambio de agua con el mar abierto no tiene lugar más allá de esta marca, que los estrechos entre las Mentawai, que conectan la cuenca con el océano, no podían tener más de 900 m de profundidad. A través del estrecho de Siberut, se llegó de nuevo al mar abierto. El 1 de febrero cruzó el ecuador y, al día siguiente, se dirigió a la isla de Nias, que fue visitada brevemente. A 60 millas al oeste de Nias, fueron sondeados 5214 m el 3 de febrero. Bajo la más frecuente de las sondeaduras se dirigió a Aceh y la isla de Weh fue visitada brevemente. El viaje fue continuado a las islas Nicobar. Arrastres con la rastra, el 7 y 8 de febrero, produjeron principalmente esponjas vítreas. El 9 de febrero, la Valdivia ancló en el puerto de la isla de Nankauri. Los científicos no perdieron la oportunidad, también aquí de ir a tierra y visitar un pueblo.
El viaje fue continuado sin arrastres con la rastra por el golfo de Bengala, en dirección a Ceilán. El 13 de febrero de 1899, la Valdivia tiró el ancla en el puerto de Colombo. Con la ayuda del consulado alemán se consiguió a G. Hay como nuevo médico para la expedición. A través de las Maldivas se dirigió, el 23 de febrero, a Diego García. A través de sondeos de profundidad regulares fue constatado que las Maldivas se asientan sobre una dorsal oceánica con pendiente descendente de norte a sur, la que continúa hasta el archipiélago de Chagos. Después de una breve estancia y visita de Diego García fue tomado curso Oeste y, el 5 de marzo, alcanzada la isla de Mahé de las Seychelles. Bajo el liderazgo de August Brauers, el que, en 1894/95, había pasado varios meses en la isla , fueron visitados los restos de la selva primigenia en el Monte Harrison. El 8 de marzo, fue pasada Praslin, la segunda isla más grande de las Seychelles, y, por la tarde, tomó rumbo Oeste hacia el África Oriental Alemana.

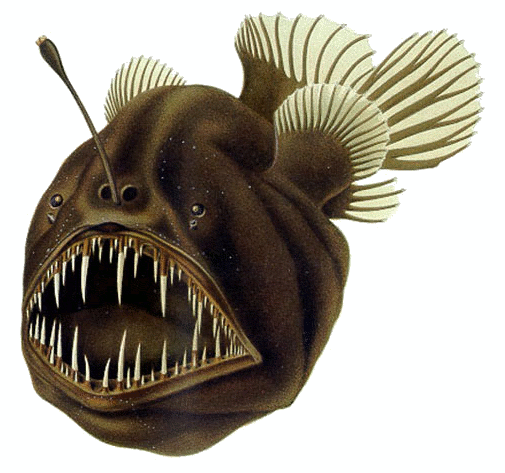
Diablo negro (Melanocetus johnsonii), dibujado por F. Winter

En los siete ocupados días hasta alcanzar la costa oriental de África, las redes verticales trajeron de nuevo ricas capturas de peces y cefalópodos desde las aguas abiertas a la luz del día, incluyendo un diablo negro vivo, una extraña larva de pez con ojos dispuestos en largos apéndices y cefalópodos también con ojos en los apéndices. El 15 de marzo, la Valdivia entró en el Puerto de Dar es-Salaam. Después de explorar los alrededores y un arrastre con la rastra en las aguas costeras, el barco arribó a Zanzíbar el 21 de marzo.
En el último tramo de la expedición, la Valdivia siguió ahora la costa africana a una distancia de 15 a 20 millas náuticas hacia el Noreste. Hasta que Adén, el 5 de abril, fue alcanzado, los investigadores utilizaron una vez más todo el arsenal de sus métodos de investigación. Fueron realizados más de 25 trayectos con la gran red de arrastre. En Adén, fue cumplido el programa científico de la expedición. El botánico Guillermo Schimper bajó a tierra para conocer la flora de la zona, que mostró una serie de especies endémicas. La Valdivia se trasladó por el mar Rojo y el canal de Suez en el camino de regreso. El 14 de abril, en Puerto Saíd, fue embarcado una vez más carbón. Después del estrecho de Messina (18 de abril), fue pasado, el 22 de abril, el estrecho de Gibraltar. El 1 de mayo de 1899, el barco entró en el puerto de Hamburgo, donde los repatriados fueron recibidos con entusiasmo.

## Resultados

### Resultados biológicos

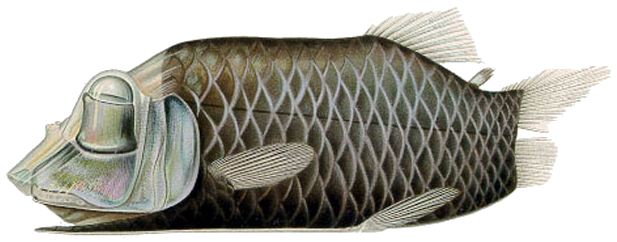
Pez duende (Opisthoproctus soleatus) con ojos de forma tubular

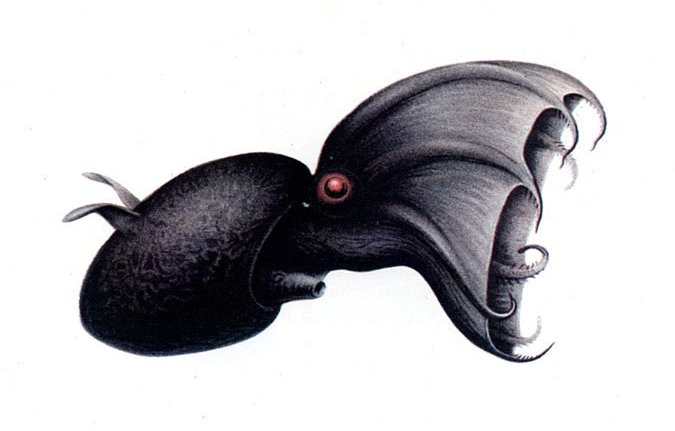
Calamar vampiro (Vampyroteuthis infernalis)

La expedición de la Valdivia estaba comprometida al concepto de investigación biológica del siglo XIX, de describir todas las especies animales y clasificarlas científicamente. Logró, de hecho, encontrar una gran cantidad de nuevas formas de animales, investigarlas a bordo del buque y, finalmente, conservarlas. El conocimiento de la fauna de las aguas profundas fue ampliado considerablemente. 
Un énfasis especial en la expedición estuvo en el estudio de la adaptación de los organismos a las condiciones extremas de su medio ambiente. Muchos organismos de aguas profundas tienen fotóforos, los que fueron objeto de exhaustivas investigaciones anatómicas. Mientras los ojos de muchos de los habitantes del fondo desaparecieron, los peces nadadores, pero también los calamares, han desarrollado a menudo ojos telescópicos. Brauer y Chun describieron estos en detalle.
Una pregunta, cuya aclaración era muy importante para Carl Chun, era la del plancton pelágico. Él era de la opinión de que toda la columna de agua y no solo el suelo de las aguas profundas estaba poblada de organismos. Esto fue contradicho por Alexander Agassiz, quien –como la mayoría de los biólogos marinos a finales del siglo XIX– defendía la opinión de que el agua libre de las profundidades era sin vida. Con un sofisticado sistema de redes de cierre, las que solo pescaban en la parte de la columna de agua deseada, Chun logró la prueba de una rica fauna pelágica en todas las partes del océano que recorrió la expedición. El describió, también, las relaciones del plancton de la superficie con el de las profundidades y señaló migraciones verticales estacionales.

### Resultados oceanográficos y geográficos

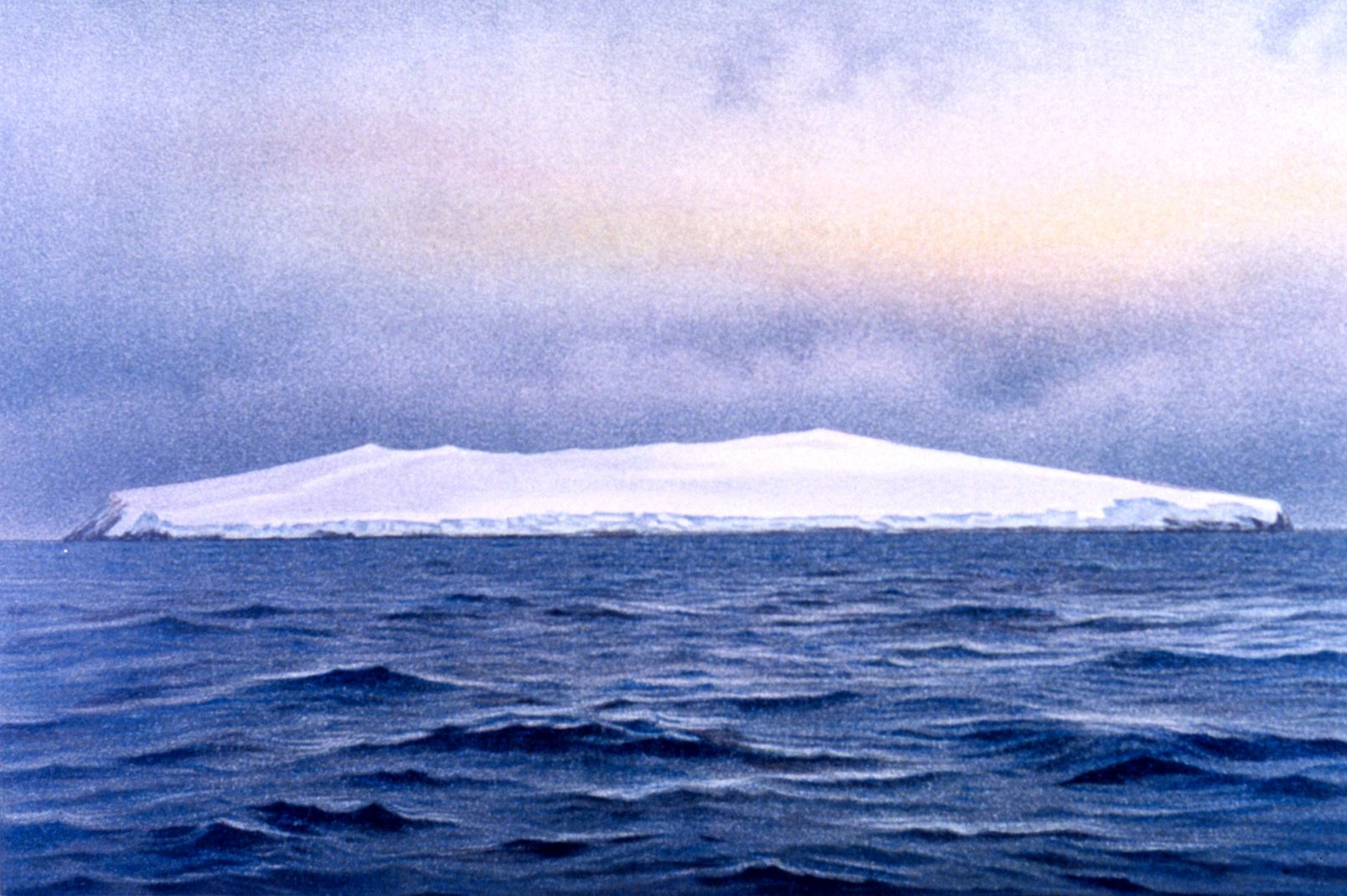
Costa sureste de la isla Bouvet, acuarela de F. Winter

Al trabajo oceanográfico, en relación con el biológico marino, se le asignó una menor prioridad. Los sondeos fueron ejecutados a menudo para la preparación de las capturas con la red vertical o la red de arrastre de fondo. Por otra parte, el curso de la Valdivia se seleccionó dentro de lo posible de forma que tocó zonas, aún no o poco sondeadas, especialmente en las aguas de la Antártida y el océano Índico. En total, durante la expedición de la Valdivia, fueron realizados 186 sondeos de profundidad. 132 veces, también pudieron ser tomadas, al mismo tiempo, muestras de lodo del fondo marino. En el resto de los casos, el fondo fue ya sea rocoso o la sonda se perdió. Por lo general, fueron registrados, también, los perfiles de temperatura y de salinidad.
El primer descubrimiento oceanográfico fue la más bien accidental localización del banco Valdivia delante de la bahía de Walvis. Ella se presentó más tarde como parte de la cadena Walvis, hoy se sabe que corre desde el continente africano hasta la dorsal mesoatlántica. Para los expedicionarios, la escasa profundidad de ni siquiera 1000 m en este lugar fue una sorpresa.
De un punto de vista oceanográfico y geográfico, la parte más importante de la expedición fue la etapa entre Ciudad del Cabo y el archipiélago de las Kerguelen. La ruta directa, que ya por el Challenger y la Gacela habían sido sondeadas, fue evitada conscientemente. En su lugar, llevó la Valdivia dirección sursuroeste a la isla Bouvet, la que era inubicable desde hacía 73 años, a pesar de varios intentos. El redescubrimiento de la isla, que ya se había aceptado que se había hundido en el mar, fue el más famoso éxito para el capitán Krech. En la zona que la Valdivia cruzó a continuación, de oeste a este, es decir, al sur de los 50° de latitud sur, y de 0 a 60° de longitud este, no se disponía, en 1898, ninguna medición de profundidad. El equipo, como también la dirección del barco, fue exigido bajo las difíciles condiciones climáticas y antes de la invención de la sonda ecoica a medir profundidades a menudo de más de 5000 m con las no fáciles de operar máquinas sondeadoras. Se consiguió, sin embargo, realizar un sondeo de profundidad casi todos los días. Los resultados fueron sorprendentes. Según los sondeos de la Challenger en la mitad oriental del sur del océano Índico, había sido aceptada una disminución gradual de la profundidad hacia el polo sur. La expedición de la Valdivia encontró alrededor de los 60° de latitud, sin embargo, casi siempre profundidades de más de 4000 m, una vez, incluso de 5733 m. Gerhard Schott nombró esta parte de las aguas profundas cuenca Índico-Antártica. Hoy se denomina usualmente, cuenca Antártica Atlántica-Índica. También la expedición pudo entregar nueva información sobre la extensión del continente antártico. Las muestras de rocas que fueron encontradas por las rastras frente a la Tierra de Enderby, no eran de origen volcánico. Con lo que fue demostrado que esta no es una isla volcánica, sino parte del continente antártico.

### Publicación de los resultados

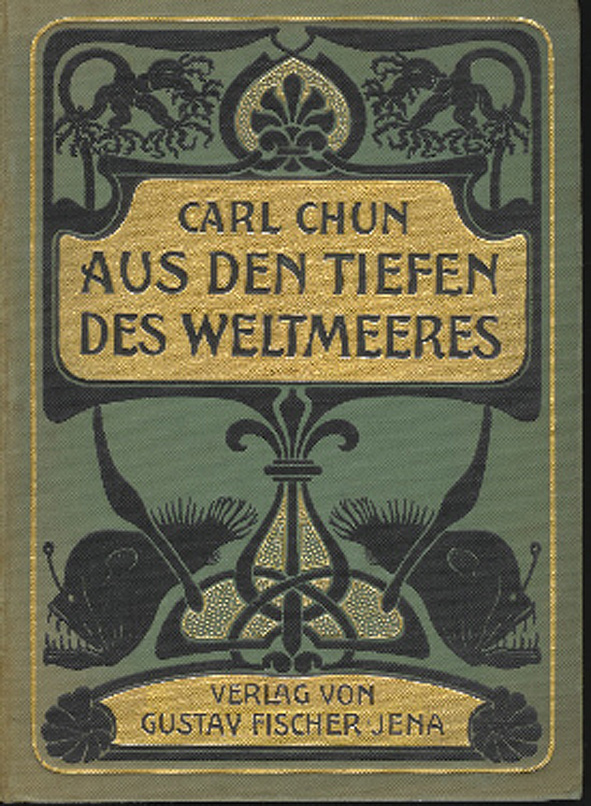
Portada de la 1a. edición del superventas Aus den Tiefen des Weltmeeres (1900) (en español, De las profundidades de los océanos)

Inmediatamente después de la terminación del viaje se publicaron resultados individuales en revistas. Un reporte científico popular del viaje apareció en 1900, bajo el título Aus den Tiefen des Weltmeeres (en español, De las Profundidades del Océano). Ya en 1903 apareció una segunda, muy ampliada edición. Chun presenta en ella no solo los trabajos y resultados zoológicos y oceanográficos, sino que también describe en detalle la flora que los miembros de la expedición encontraron en sus desembarques. Esto se complementa con consideraciones etnológicas, así como un breve resumen de la historia del descubrimiento de las islas y tierras visitadas. La edición completa en 24 tomos del procesamiento de los materiales recogidos fue publicada entre 1902 y 1940 como Wissenschaftliche Ergebnisse der Deutschen Tiefsee-Expedition auf dem Dampfer „Valdivia“ (en español, Resultados Científicos de la Expedición Alemana en Aguas Profundas en el Vapor "Valdivia" 1898-1899) por la editorial Gustav Fischer en Jena. Editor fue hasta su muerte en 1914, Carl Chun, a continuación, August Brauer, Ernst Vanhoeffen y finalmente Carl Apstein. Además de los miembros de la expedición, aparecieron como autores entre otros, Heinrich Schenck, Franz Doflein, Heinrich Balss, Johannes Thiele, Karl August Möbius, Günther Enderlein, Franz Eilhard Schulze, Ludwig Döderlein, Eduard von Martens, Emil Philippi, Anton Reichenow, Johannes Meisenheimer, Ferdinand Zirkel, Robert Lendlmayer von Lendenfeld, Richard Goldschmidt, Willy Kükenthal, Wilhelm Weltner y Valentin Haecker.

## Literatura
- Chun, Carl (1903). Aus den Tiefen des Weltmeeres. Jena: Gustav Fischer.
- Gerhard Schott: Ozeanographie und maritime Meteorologie. (= Carl Chun (Hrsg.): Wissenschaftliche Ergebnisse der Deutschen Tiefsee-Expedition auf dem Dampfer „Valdivia“ 1898–1899, Band 1), Gustav Fischer, Jena 1902.
- August Brauer: Die Tiefsee-Fische. Systematischer Teil. (= Carl Chun (Hrsg.): Wissenschaftliche Ergebnisse der Deutschen Tiefsee-Expedition auf dem Dampfer „Valdivia“ 1898–1899, Bd. 15, Teil 1), Fischer, Jena 1906.
- August Brauer: Die Tiefsee-Fische. Anatomischer Teil. (= Carl Chun (Hrsg.): Wissenschaftliche Ergebnisse der Deutschen Tiefsee-Expedition auf dem Dampfer „Valdivia“ 1898–1899, Bd. 15, Teil 2), Fischer, Jena 1908.
- Rudi Palla: Valdivia. Die Geschichte der ersten deutschen Tiefsee-Expedition. Sachbuch, Galiani Verlag (Berlín 2016). ISBN 9783869711249